# Чемпионат Европы по лёгкой атлетике 2016 — эстафета 4×400 метров (мужчины)
Соревнования в эстафете 4×400 метров у мужчин на чемпионате Европы по лёгкой атлетике в Амстердаме прошли 9 и 10 июля 2016 года на Олимпийском стадионе. К соревнованиям были допущены 16 сильнейших сборных Старого Света, определявшиеся по сумме двух лучших результатов, показанных в период с 1 января 2015 года по 19 июня 2016 года.
Действующим чемпионом Европы в эстафете 4×400 метров являлась сборная Великобритании.

## Рекорды
До начала соревнований действующими были следующие рекорды.
| Мировой рекорд                   | США · Эндрю Валмон · Куинси Уоттс · Батч Рейнольдс · Майкл Джонсон                         | 2.54,29 | Штутгарт, Германия | 22 августа 1993 |
| Рекорд Европы                    | Великобритания · Айван Томас · Джейми Болч · Марк Ричардсон · Роджер Блэк                  | 2.56,60 | Атланта, США       | 3 августа 1996  |
| Рекорд чемпионатов Европы        | Великобритания · Пол Сандерс · Крисс Акабуси · Джон Реджис · Роджер Блэк                   | 2.58,22 | Сплит, Югославия   | 1 сентября 1990 |
| Лучший результат сезона в мире   | Университет штата Луизиана Ламар Брутон-Гриннейдж Майкл Черри Сирил Грейсон Фитцрой Данкли | 3.00,38 | Батон-Руж, США     | 23 апреля 2016  |
| Лучший результат сезона в Европе | Турция · Халит Кылыч · Ясмани Копельо · Батухан Алтынташ · Явуз Джан                       | 3.02,22 | Эрзурум, Турция    | 12 июня 2016    |

## Расписание
| Дата         | Время | Раунд соревнований     |
| ------------ | ----- | ---------------------- |
| 9 июля 2016  | 19:15 | Предварительные забеги |
| 10 июля 2016 | 18:50 | Финал                  |

Время местное (UTC+2)

## Медалисты
| Золото                                                                                    | Серебро                                                                                  | Бронза |
| Бельгия · Жюльен Ватрен · Джонатан Борле · Дилан Борле · Кевин Борле · Робин Вандербемден | Польша · Лукаш Кравчук · Кацпер Козловский · Якуб Кшевина · Рафал Омелько · Михал Петшак | Великобритания · Рабах Юсиф · Делано Уильямс · Джек Грин · Мэттью Хадсон-Смит · Найджел Левайн · Джаррид Данн |

Курсивом выделены участники, выступавшие только в предварительных забегах

## Результаты
Обозначения: Q — Автоматическая квалификация | q — Квалификация по показанному результату | WR — Мировой рекорд | ER — Рекорд Европы | CR — Рекорд чемпионатов Европы | NR — Национальный рекорд | NUR — Национальный рекорд среди молодёжи | WL — Лучший результат сезона в мире | EL — Лучший результат сезона в Европе | SB — Лучший результат в сезоне | DNS — Не стартовали | DNF — Не финишировали | DQ — Дисквалифицированы

### Предварительные забеги
Квалификация: первые 3 команды в каждом забеге (Q) плюс 2 лучших по времени (q) проходили в финал.
| Место | Команда                                                                            | Забег | Результат | Примечания |
| ----- | ---------------------------------------------------------------------------------- | ----- | --------- | ---------- |
| 1     | Великобритания (Рабах Юсиф, Делано Уильямс, Найджел Левайн, Джаррид Данн)          | 1     | 3:01.63   | Q, EL      |
| 2     | Польша (Михал Петшак, Кацпер Козловский, Якуб Кшевина, Лукаш Кравчук)              | 1     | 3:02.09   | Q, SB      |
| 3     | Чехия (Ян Тесарж, Павел Маслак, Михал Десенский, Патрик Шорм)                      | 1     | 3:02.66   | Q, NR      |
| 4     | Бельгия (Дилан Борле, Робин Вандербемден, Джонатан Борле, Жюльен Ватрен)           | 2     | 3:03.15   | Q, SB      |
| 5     | Украина (Данил Даниленко, Евгений Гуцол, Владимир Бураков, Виталий Бутрым)         | 2     | 3:03.93   | Q          |
| 6     | Германия (Константин Шмидт, Патрик Шнайдер, Камге Габа, Йоханнес Трефц)            | 2     | 3:03.97   | Q, SB      |
| 7     | Нидерланды (Лимарвин Боневасия, Терренс Агард, Бьорн Блаувхоф, Мартен Стёйвенберг) | 2     | 3:04.04   | q          |
| 8     | Ирландия (Брайан Григан, Крейг Линч, Дэвид Гиллик, Томас Барр)                     | 1     | 3:04.42   | q          |
| 9     | Турция (Халит Кылыч, Ясмани Копельо, Батухан Алтынташ, Явуз Джан)                  | 1     | 3:04.65   |            |
| 10    | Испания (Самуэль Гарсия, Лукас Буа, Серхио Фернандес, Льюис Вальехо)               | 2     | 3:04.77   | SB         |
| 11    | Швеция (Аксель Берграм, Эрик Мартинссон, Феликс Франсуа, Адам Даниэльссон)         | 2     | 3:04.95   | SB         |
| 12    | Франция (Мамаду Кассе Анн, Людви Вайян, Александр Диве, Томас Жордье)              | 2     | 3:04.95   |            |
| 13    | Италия (Лоренцо Валентини, Микеле Трикка, Марио Ламбруги, Маттео Гальван)          | 1     | 3:06.07   | SB         |
| 14    | Швейцария (Лука Флюк, Жоэль Бургундер, Даниэле Ангелелла, Сильван Луц)             | 1     | 3:06.52   | SB         |
| 15    | Эстония (Яак-Хейнрих Ягор, Марек Нийт, Ривар Типп, Рауно Куннапуу)                 | 2     | 3:10.63   | SB         |
| 16    | Норвегия (Карстен Вархольм, Мёуриц Косхаген, Джош-Кевин Тальм, Турбьёрн Люсне)     | 1     | 3:10.76   | SB         |

### Финал
Финал в эстафете 4×400 метров у мужчин состоялся 10 июля 2016 года. На протяжении большей части дистанции лидерство удерживали британцы, однако на финишной прямой Мэттью Хадсон-Смит пропустил вперёд себя команды Бельгии и Польши. В составе бельгийцев вновь, как и на победном чемпионате Европы в помещении 2015 года, бежали три брата Борле и Жюльен Ватрен.
| Место | Команда                                                                            | Результат | Примечания |
| ----- | ---------------------------------------------------------------------------------- | --------- | ---------- |
| 1     | Бельгия (Жюльен Ватрен, Джонатан Борле, Дилан Борле, Кевин Борле)                  | 3:01.10   | EL         |
| 2     | Польша (Лукаш Кравчук, Кацпер Козловский, Якуб Кшевина, Рафал Омелько)             | 3:01.18   | SB         |
| 3     | Великобритания (Рабах Юсиф, Делано Уильямс, Джек Грин, Мэттью Хадсон-Смит)         | 3:01.44   | SB         |
| 4     | Чехия (Ян Тесарж, Павел Маслак, Михал Десенский, Патрик Шорм)                      | 3:03.86   |            |
| 5     | Ирландия (Брайан Григан, Крейг Линч, Дэвид Гиллик, Томас Барр)                     | 3:04.32   | SB         |
| 6     | Украина (Данил Даниленко, Евгений Гуцол, Владимир Бураков, Виталий Бутрым)         | 3:04.45   |            |
| 7     | Нидерланды (Лимарвин Боневасия, Терренс Агард, Бьорн Блаувхоф, Мартен Стёйвенберг) | 3:04.52   |            |
| 8     | Германия (Йоханнес Трефц, Патрик Шнайдер, Камге Габа, Константин Шмидт)            | 3:05.67   |            |